# 佩里迪耶陨击坑

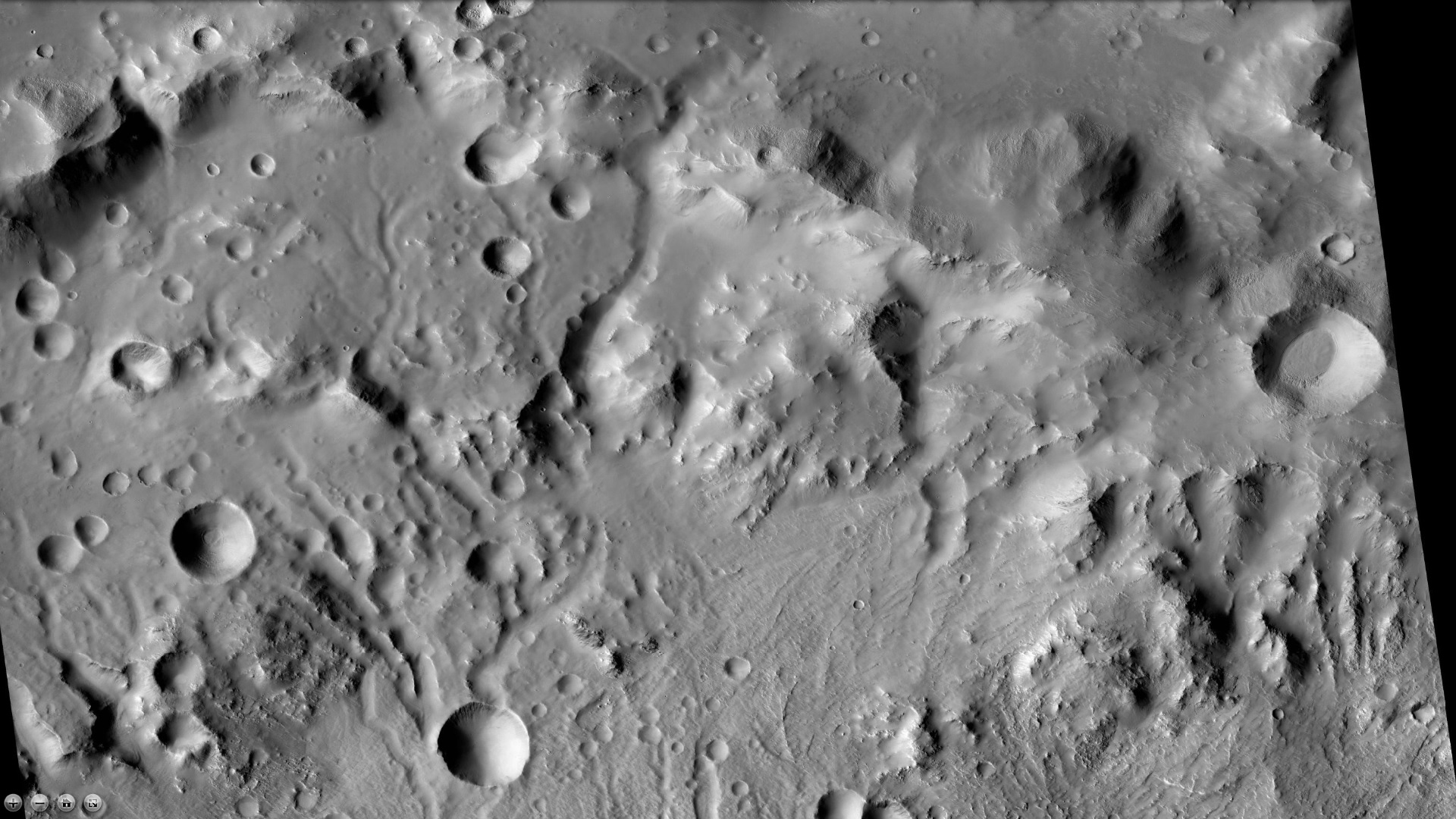
火星勘测轨道飞行器背景相机拍摄的沿佩里迪耶陨击坑壁的河道，注:这是前一幅图像的放大版。

佩里迪耶陨击坑（Peridier）是火星大瑟提斯区的一座撞击坑，其中心坐标位于北纬25.5度、东经83.9度处，直径100公里。该特征取名自法国电气工程师暨业余天文学家朱利安·佩里迪耶（1882年-1967年），1973年被国际天文联合会行星系统命名工作组批准接受。

## 另请查看
- 火星撞击坑